# Mesosa curculionoides
Mesosa curculionoides је инсект из реда тврдокрилаца (Coleoptera) и фамилије стрижибуба (Cerambycidae). Припада подфамилији Lamiinae.

## Распрострањење и станиште
Настањује готово целу Eвропу, али је ретка или одсутна на самом северу континента. Бележена је у готово целој Србији, али знатно више на северу земље. Омиљено станиште су јој листопадне шуме у равничарском и брдском делу земље.

## Опис
Mesosa curculionoides је дугaчка 10—17 mm. Тело је широко, збијено, црно. На покрилцима су неправилне, жутосмеђе томентиране мрље. Пронотум је мање-више окер томентиран, средња линија и четири крупне пеге су црне. Антене су од трећег чланка црвеносмеђе, а базално делимично покривене беличастим длачицама.

## Биологија
Ларва је полифагна, развија се у обореним стаблима и сувим, дебљим гранама. Њен развој траје 2—3 године. Омиљени домаћини су јој храст (Quercus sp.), бреза (Betula sp.), орах (Juglans regia), лескa (Corylus avellana), смоквa (Ficus carica) и још некe врстe листопадног дрвећа.